# 大阪ヘリポート
大阪ヘリポート（おおさかヘリポート）は、大阪府大阪市此花区北港緑地2丁目にある、小川航空により運用されている非公共用ヘリポート。2019年（令和元年）7月までは、大阪市が設置した公共用ヘリポートの舞洲ヘリポート（まいしまヘリポート）であった。

## 概要
大阪港の一角の埋立地（舞洲）にある。大阪市北区中之島にあった朝日ヘリポートが1994年（平成6年）に閉鎖されたことを受けて、大阪市が代替のヘリポートとして設置した。
2006年（平成18年）からは指定管理者制度を導入して運営してきたが、大阪市の財政負担軽減と柔軟な運用による施設の更なる利用増進を目的として、2019年（令和元年）7月8日に管理棟を含むヘリポートの建物を指定管理者でありヘリコプター運航・整備事業を手がける小川航空に売却し、同日付で公共用ヘリポートとしては廃止された。同日より小川航空が非公共用ヘリポート「大阪ヘリポート」として運用している。

## 利用状況
小川航空が拠点とする。かつては阪急航空も拠点をおいていたが撤退している（その後、阪急航空も廃業）。
平成20年度（2008年4月1日から2009年3月31日まで）の着陸回数は2,808回。2011年（平成23年）度の着陸回数は2,623回。